# Marennes (Charente-Maritime)
Marennes ist eine Ortschaft und eine ehemalige französische Gemeinde mit 5.515 Einwohnern (Stand: 1. Januar 2022) im Département Charente-Maritime in der Region Nouvelle-Aquitaine. Sie gehörte zum Arrondissement Rochefort und zum Kanton Marennes.
Marennes gehört zu den wichtigsten der französischen Austernzuchtgebieten.
Mit Wirkung vom 1. Januar 2019 wurden die ehemaligen Gemeinden Marennes und Hiers-Brouage zur Commune nouvelle Marennes-Hiers-Brouage zusammengeschlossen und haben in der neuen Gemeinde der Status einer Commune déléguée. Der Verwaltungssitz befindet sich im Ort Marennes.

## Geographie
Marennes liegt an der Flusseinmündung der Seudre, an der Westküste Frankreichs, ca. 520 km von Paris entfernt.
Die nächste große Stadt La Rochelle erreicht man in 51 Minuten mit dem Auto.

## Austernzucht
Marennes ist in erster Linie bekannt für die Produktion und Veredelung von Austern. In dieser Sub-Region „Marennes-Oléron“ befindet sich die bedeutendste Austernzucht Frankreichs mit einer großen Anzahl von Claires (Austern-Klärbecken). In diesen Becken werden Austern in weniger salzhaltigem und sauberem Wasser mit Plankton veredelt, wobei die Nährstoffe für die Austern unter anderem von den Flüssen Charente und Seudre zugeführt werden. Die als charakteristisches Qualitätsmerkmal bekannte smaragdgrüne Farbe der Austern stammt von der hier häufig vorkommenden mikroskopischen Alge Navicula ostrearia. Daher die Qualitätsbezeichnung: Fines de claires verte.

## Bevölkerungsentwicklung
| Jahr                       | 1962 | 1968 | 1975 | 1982 | 1990 | 1999 | 2007 | 2016 |
| Einwohner                  | 4345 | 4443 | 4214 | 4549 | 4634 | 4685 | 5315 | 5647 |
| Quellen: Cassini und INSEE |      |      |      |      |      |      |      |      |